# Toqlī Hanūshī
Toqlī Hanūshī (persiska: Ḩanūshī, تقلی هنوشی) är en ort i Iran.   Den ligger i provinsen Khuzestan, i den centrala delen av landet, 500 km söder om huvudstaden Teheran. Toqlī Hanūshī ligger 124 meter över havet och antalet invånare är 116.
Terrängen runt Toqlī Hanūshī är platt. Runt Toqlī Hanūshī är det ganska tätbefolkat, med 58 invånare per kvadratkilometer. Närmaste större samhälle är Rāmhormoz, 9,9 km nordost om Toqlī Hanūshī. Trakten runt Toqlī Hanūshī är ofruktbar med lite eller ingen växtlighet.